# Ordinul Sfântul Vasile cel Mare

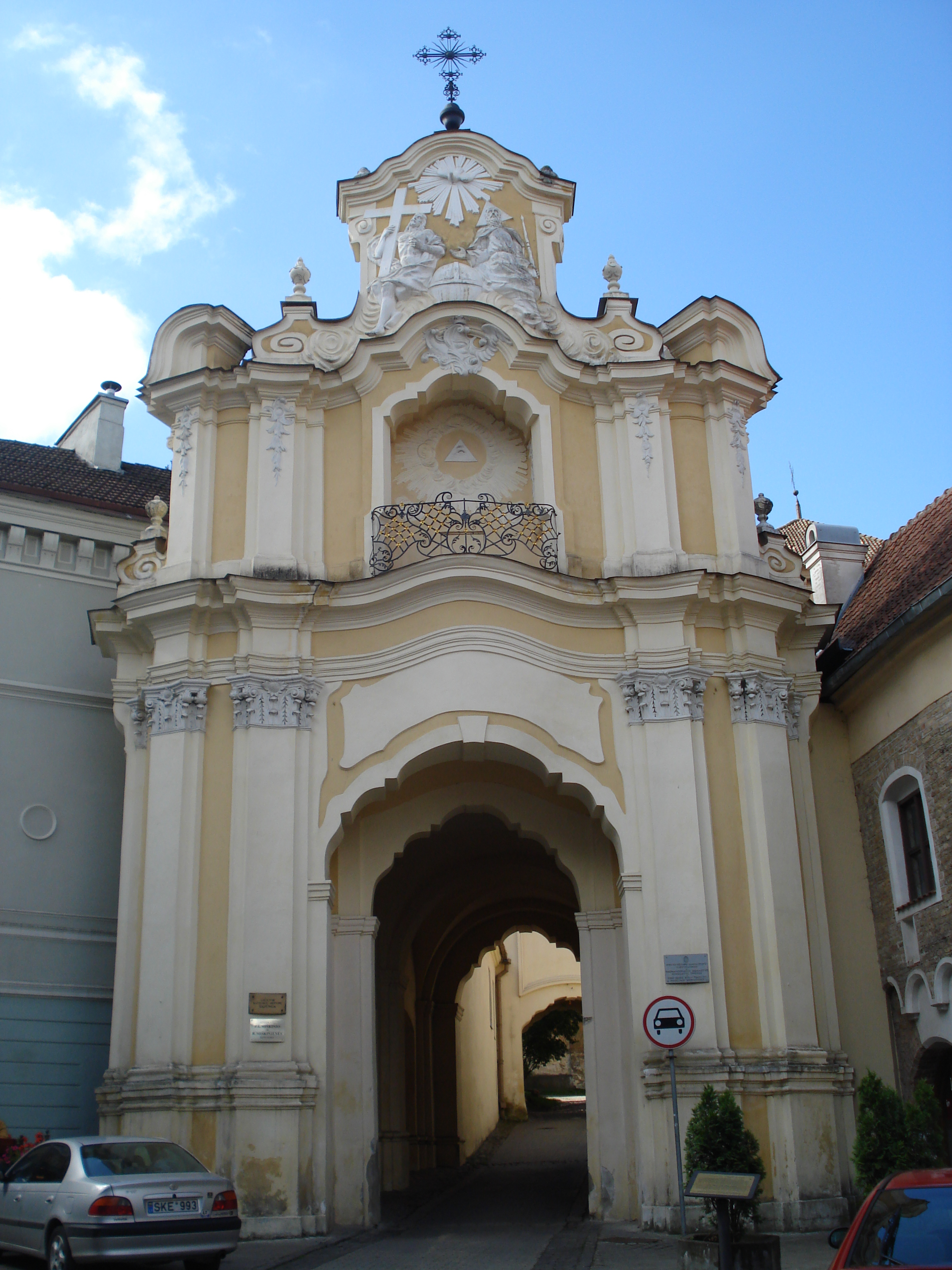
Intrarea în mănăstirea baziliană Sf. Treime din Vilnius

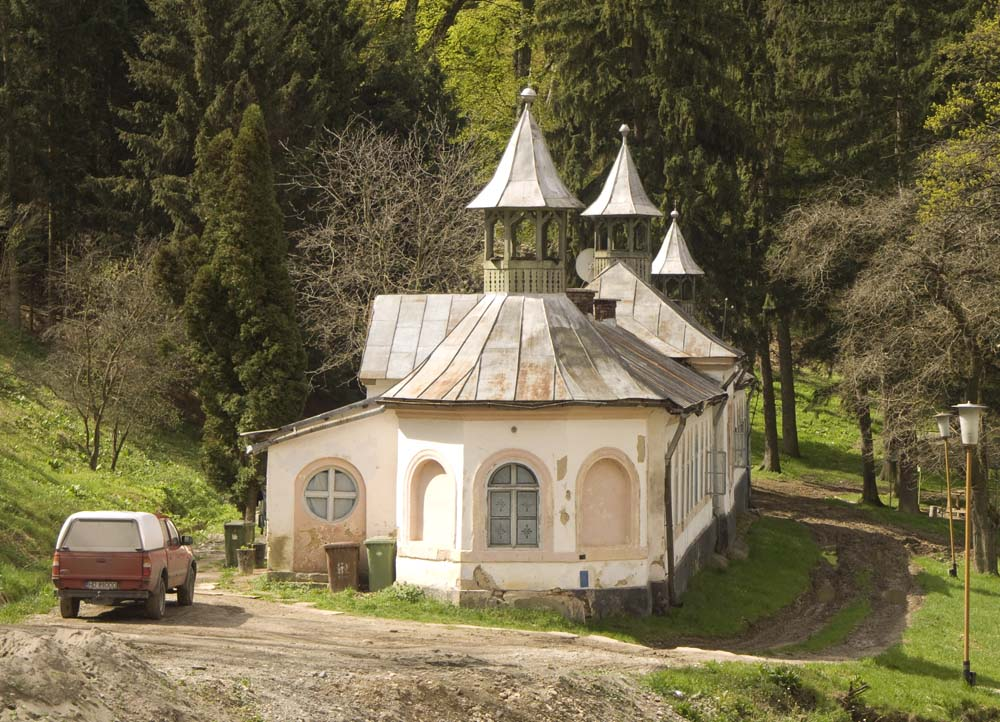
Vechile chilii baziliene de la Mănăstirea Nicula

| Ordinul Sfântul Vasile cel Mare | Ordinul Sfântul Vasile cel Mare     |
| ------------------------------- | ----------------------------------- |
| Blazon                          |                                     |
| Nume oficial                    | Ordo Sancti Basilii Magni           |
| Nume popular                    | Bazilieni, bazilitani               |
| Fondator                        | Vasile cel Mare, Macrina cea Tânără |
| Data înființării                | secolul al IV-lea                   |
| Sigla                           | OSBM                                |
| Statut canonic                  | ordin religios monahal              |
| Ordine religioase               |                                     |

Ordinul Sfântul Vasile cel Mare, siglă OSBM, (în latină Ordo Sancti Basilii Magni, în ucraineană Чин Святого Василія Великого) este un ordin călugăresc greco-catolic. Membrii acestui ordin, călugării și călugărițele,  poartă denumirea de bazilieni sau mai vechiul bazilitani ori basilitani, respectiv baziliene sau bazilitane.
În Bisericile ortodoxe și cele greco-catolice majoritatea călugărilor urmează regula monahală a  Sfântului Vasile cel Mare, cu excepția pustnicilor.

## Istoria fondării Ordinului Sfântului Vasile cel Mare
Sfântul Vasile cel Mare avea o experiență importantă a vieții cenobitice (comunitate, obște de călugări) și anahoretice (pustnice) din călătoriile pe care le făcuse în Orient, în cursul cărora a observat diferite forme ale vieților consacrate. Din această experiență a dezvoltat o formă de monahism, pe care a redactat-o, în parte, cu ajutorul lui Grigore de Nazianz, dând naștere vieții monahale în Orient, regăsită în regula Ordinului Sfântului Vasile cel Mare.
Pentru Sf. Vasile cel Mare, idealul monastic nu se găsește la Părinții Pustiei, în obștile de călugări care existau în Egipt, nici în sihăstriile pe care le-a întâlnit în deșert.. El considera că prea marile comunități de călugări erau deosebit de active în viața extra-monahală și zgomotoase, iar sihăstriile uitau de caritate și de umilință: „Dacă trăiți departe de oameni cum veți putea să vă bucurați împreună cu cei fericiți și să plângeți împreună cu cei care suferă? Domnul nostru a spălat picioarele apostolilor săi: când sunteți singuri, cui i le veți spăla? Și cum vă veți practica umilința, voi care nu aveți pe nimeni în fața căruia să vă smeriți?”
Sf. Vasile cel Mare s-a opus austerităților pustnicilor pe care i-a văzut în cursul șederii sale în Orient. Chiar dacă a practicat o viață de privațiuni, el a refuzat nevoințele exagerate, acestea trebuind să fie moderate. Astfel, el a recomandat ca discipolii să nu renunțe la toate bunurile îmbrățișând viața religioasă, ci să le considere bunuri consacrate lui Dumnezeu, pentru a le folosi pentru faptele bune în folosul oamenilor.
Sf. Vasile cel Mare a scris regula monahală pe la anul 361, fiind el însuși călugăr și preot. I-a scris Papei Liberiu în anul 363, care a confirmat binefacerea acestor reguli monahale, precum și Papei Damasus I, în 366 și Papei Leon I cel Mare, în anul 456.. Regula monahală a Sfântului Vasile cel Mare s-a propagat rapid în Orient, încât a devenit una de referință ale vieții cenobitice din Bisericile orientale. În Occident regula Sfântului Benedict a jucat același rol, inspirându-se din regulile Sfântului Vasile cel Mare, pentru scrierea Regulei Sfântului Benedict.

## Personalități
- Iosafat Kuncevic (1580-1623), episcop, martir al credinței
- Ioan Giurgiu Patachi (1680-1727), episcop român unit
- Inocențiu Micu-Klein (1692-1768), episcop român unit
- Manuil Mihail Olsavszky (1700-1767), episcop rutean unit
- Petru Pavel Aron (1709-1764), episcop român unit
- Atanasie Rednic (1722-1772), episcop român unit
- Grigore Maior (1715-1785), episcop român unit
- Samuil Micu (1745-1806), ieromonah, istoric și filolog
- Gheorghe Șincai (1754-1816), istoric, filolog, traducător
- Iosafata Hordașevska⁠(en)[traduceți] (1869-1919), călugăriță ucraineană, activistă socială
- Andrei Szeptytzkyj (1875-1944), mitropolit, martir al credinței
- Leon Man (1883-1958), egumen, stareț la Mănăstirea Nicula, martir al credinței
- Pavel Peter Gojdič (1888-1960), episcop slovac, deținut politic, drept între popoare
- Gheorghe Marina (1908-1989), ieromonah, stareț al Mănăstirii Bixad, deținut politic
- Silvestru Augustin Prunduș (1915-2004) - călugărul bazilian OSBM, confesorul, părintele spiritual, doctorul în teologie, liturgistul, istoricul, Părintele poliglot cu o vastă cultură și conducătorul Ordinului Sfântului Vasile cel Mare și al Eparhiei de Cluj-Gherla în perioada de interdicție comunistă.

## Mănăstiri renumite
- Mănăstirea Nicula
- Mănăstirea Moisei
- Mănăstirea Bixad

## Ordinul Sfântul Vasile cel Mare în România de astăzi
În 1948 ordinul bazilian a fost scos în afara legii, odată  cu interzicerea Bisericii Române Unite, iar călugării au fost scoși din mănăstirile lor, date de comuniști în folosința Bisericii Ortodoxe Române sau transformate în imobile cu alte fucțiuni. Călugării și călugărițele baziliene au fost arestați, iar cei care au supraviețuit închisorilor comuniste, au continuat să trăiască o viață monahală ascunsă, printre laici, până la revoluția din 1989, care a deschis drumul reintrării în legalitate.
Biserica Ortodoxă Română nu a retrocedat până în prezent nici una din mănăstirile baziliene din România. Din anul 2008 sunt pe rol mai multe procese.
Supraviețuitorii persecuțiilor din partea statului și a Securității pentru practicarea credinței greco-catolice, au readus la viață Ordinul Sfântului Vasile cel Mare, cu ajutorul Curiei Generale a Ordinului de la Roma și ale altor provincii călugărești baziliene care au avut o continuitate în toată această perioadă.
Au fost ridicate între timp noi mănăstiri, în municipiul Cluj, la Prilog (jud. Satu Mare), la Visuia (jud. Bistrița Năsăud), Molișet (jud. Bistrița-Năsăud), Mintiu Gherlii (jud. Cluj), la Sighet (jud. Maramureș), multe dintre acestea fiind construite chiar în locurile în care au viețuit acești călugări (ieromonahi) în timpul prigoanei comuniste.

## Imagini

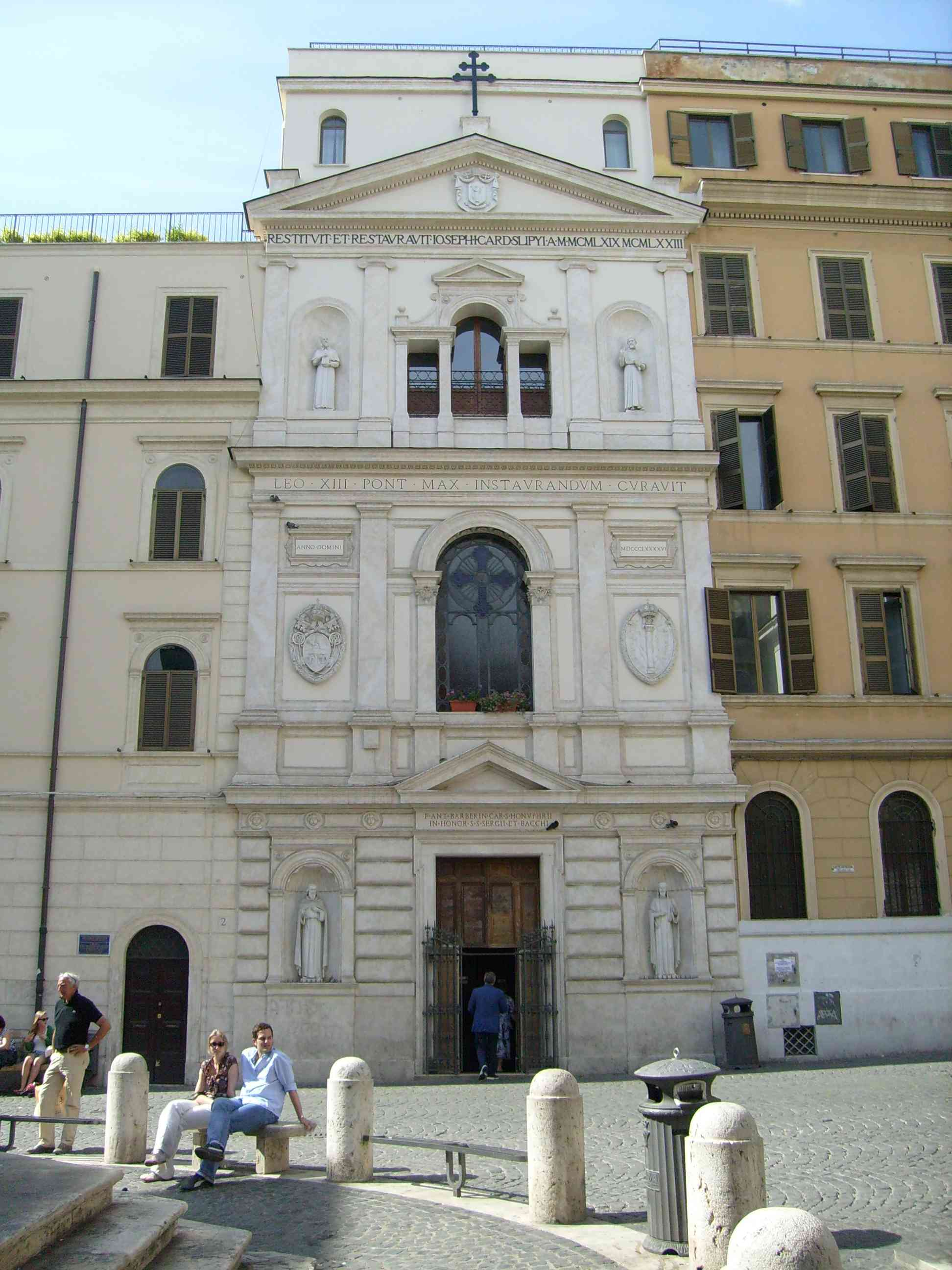
Biserica "Sfinții Sergiu și Bach" din Roma